# Millcreek
Pour les articles homonymes, voir Mill Creek.
Millcreek est une municipalité américaine située dans le comté de Salt Lake en Utah.
Lors du recensement de 2010, le census-designated place de Millcreek comptait 62 139 habitants et s'étendait sur une superficie de 13,65 milles carrés (35,35 km2).

## Histoire
En 2012, 60 % des électeurs votent contre l'incorporation de Millcreek, craignant notamment que la ville ne soit pas assez solide financièrement et que sa création provoque une hausse des impôts. À nouveau consultés en 2015, les électeurs votent aux deux-tiers en faveur de la création de la municipalité. Millcreek devient officiellement la 17e municipalité du comté de Salt Lake le 28 décembre 2016.

## Démographie
La population de Millcreek est estimée à 60 192 habitants au 1er juillet 2017.